# أمين المهدي
أمين المهدي (1944 - 11 أكتوبر 2020) هو كاتب ومفكر وسياسي وناشر مصري، وباحث متخصص في ملفي الإسلام السياسي والصراع العربي الإسرائيلي. صاحب دار «العربية للنشر»، معروف بمواقفه المناهضة لنظام الرئيس المصري عبد الفتاح السيسي.
اعتقلته السلطات المصرية في سبتمبر 2020. وكانت السلطات المصرية اعتقلت المهدي من منزله على خلفية انتقاداته لسياسات النظام المصري خاصة هيمنة الجيش على مفاصل الدولة وعمليات التهجير القسري في سيناء. ويأتي الاعتقال في ظل محاولات عدد من الرموز السياسية المعارضة داخل مصر وخارجها، بينهم المهدي، تشكيل كيان سياسي لكل القوى السياسية. كيان معارض جديد يحمل اسم «قادرين».

## حياته
ولد في حي الدقي بالقاهرة سنة 1944 لأسرة تنتمي إلى الطبقة الوسطى، وخلال فترة طفولته وشبابه شهد التحولات التي شهدتها مصر تحت الحكم العسكري، وهو ما أثر بعمق في تحليلاته للأوضاع السياسية والاجتماعية في مصر.
عمل مديرا لمطابع أخبار اليوم في السبعينيات ثم غادرها ليؤسس الدار العربية للنشر في ثمانينيات القرن الماضي. نتيجة تضيق النظام عليه بسبب آراءه، أضطر لإغلاق الدار في مستهل الألفية الثانية.
نشط في حركات المقاومة منذ نهاية السبعينيات وحتى الاجتياح الإسرائيلي للبنان عام 1982. كان أحد منظمي زيارة وفود النخبة المصرية إلى بيروت عام 1982 لكسر الحصار على على المدينة. وخلال تواجده هناك كان من أوائل من دخلوا مخيم صبرا وشتيلا عقب المذبحة المروعة، وتمكن من توثيق المذبحة بكاميرته، وكانت الصور التي التقطها أول صور يتم تداولها في الإعلام عن المذبحة.
عقب عودته من لبنان حدثت له تحولات فكرية حيث لمس عن قرب المتاجرة بالصراع العربي الإسرائيلي، وهو الأمر الذي تمخض في النهاية إلى تركه لتوجه المقاومة وتبني السلام، وربط السلام مع إسرائيل بالتحول الديمقراطي في مصر والدول العربية.
يعد أمين المهدي أحد دعاة السلام المستقلين بين العرب وإسرائيل، وقد تعرض في سبيل ذلك إلى حملات تشويه أثناء حكم مبارك، الذي كان يمنع أي محاولات للتطبيع الشعبي. وبالرغم من أن المهدي لم يغير موقفه تجاه الدعوة إلى السلام مع إسرائيل إلا إنه عقب ثورة يناير شن هجوما حادا على نظام الرئيس عبد الفتاح السيسي واليمن الإسرائيلي، بقيادة نتنياهو، متهما إيهما بالعمل سويا لإجهاض الثورة.
أبرز مؤلفاته كتاب «الصراع العربي الإسرائيلي: أزمة الديمقراطية والسلام» الذي صدر عام 1997 وترجم إلى عدد من اللغات منها اللغة العبرية. والذي خلص، من خلال تحليله للصراع العربي الإسرائيلي، إلى أن الأنظمة العربية، وخاصة النظام المصري، تستخدم الصراع لإجهاض الديمقراطية والبقاء في الحكم.
كان من أبرز اسهاماته أيضا تحليل العلاقة بين النظام العسكري والحركات الإسلامية حيث يرى أن الإسلام السياسي هو استثمار نظام يوليو، الذي استخدمه في إجهاض الديمقراطية مرارا ابتداءا من عام 1954 وانتهاءا بإجهاض ثورة يناير.
في يونيو عام 2013 أصدر روقة بعنوان «رؤية للخلاص الوطني» تضمنت خارطة طريق للتحول الديمقراطية في مصر وإسقاط النظام العسكري.

## من مؤلفاته
له العديد من المؤلفات منها:
- كتاب: «الجزائر بين العسكريين والأصوليين»
- كتاب: «الصراع العربي الإسرائيلي – أزمة الديمقراطية والسلام»
- كتاب: «العرب ضد العالم – الأيديولوجيات الشمولية واللاهوت العربي الإسلامي»
- وله كتاب تحت الطبع بعنوان «الثورة المصرية بين القلعة والمعبد».

## وفاته
تم اعتقاله في سبتمبر 2020 وتوفى يوم 11 أكتوبر 2020 بعد الإفراج عنه بعشرة أيام.